# Bình Nghị
Bình Nghị là một xã thuộc huyện Gò Công Đông, tỉnh Tiền Giang, Việt Nam.

## Địa lý
Xã Bình Nghị có vị trí địa lý:
- Phía đông giáp xã Tăng Hòa và xã Bình Ân
- Phía tây giáp huyện Gò Công Tây
- Phía nam giáp thị trấn Tân Hòa và xã Phước Trung
- Phía bắc giáp thành phố Gò Công.

Xã Bình Nghị có diện tích 13,52 km², dân số năm 1999 là 11.249 người, mật độ dân số đạt 832 người/km².

## Lịch sử
Sau năm 1975, Bình Nghị là một xã thuộc huyện Gò Công cũ.
Ngày 13 tháng 4 năm 1979, Hội đồng Chính phủ ban hành Quyết định số 155-CP. Theo đó, chia huyện Gò Công thành hai huyện Gò Công Đông và Gò Công Tây, xã Bình Nghị thuộc huyện Gò Công Đông như hiện nay.
Ngày 16 tháng 2 năm 1987, Hội đồng trưởng ban hành Quyết định số 37-HĐBT. Theo đó, điều chỉnh một phần diện tích và dân số của xã Bình Nghị về thị xã Gò Công vừa tái lập.